# Präsident der Konföderierten Staaten

Großes Siegel der Konföderierten Staaten von Amerika

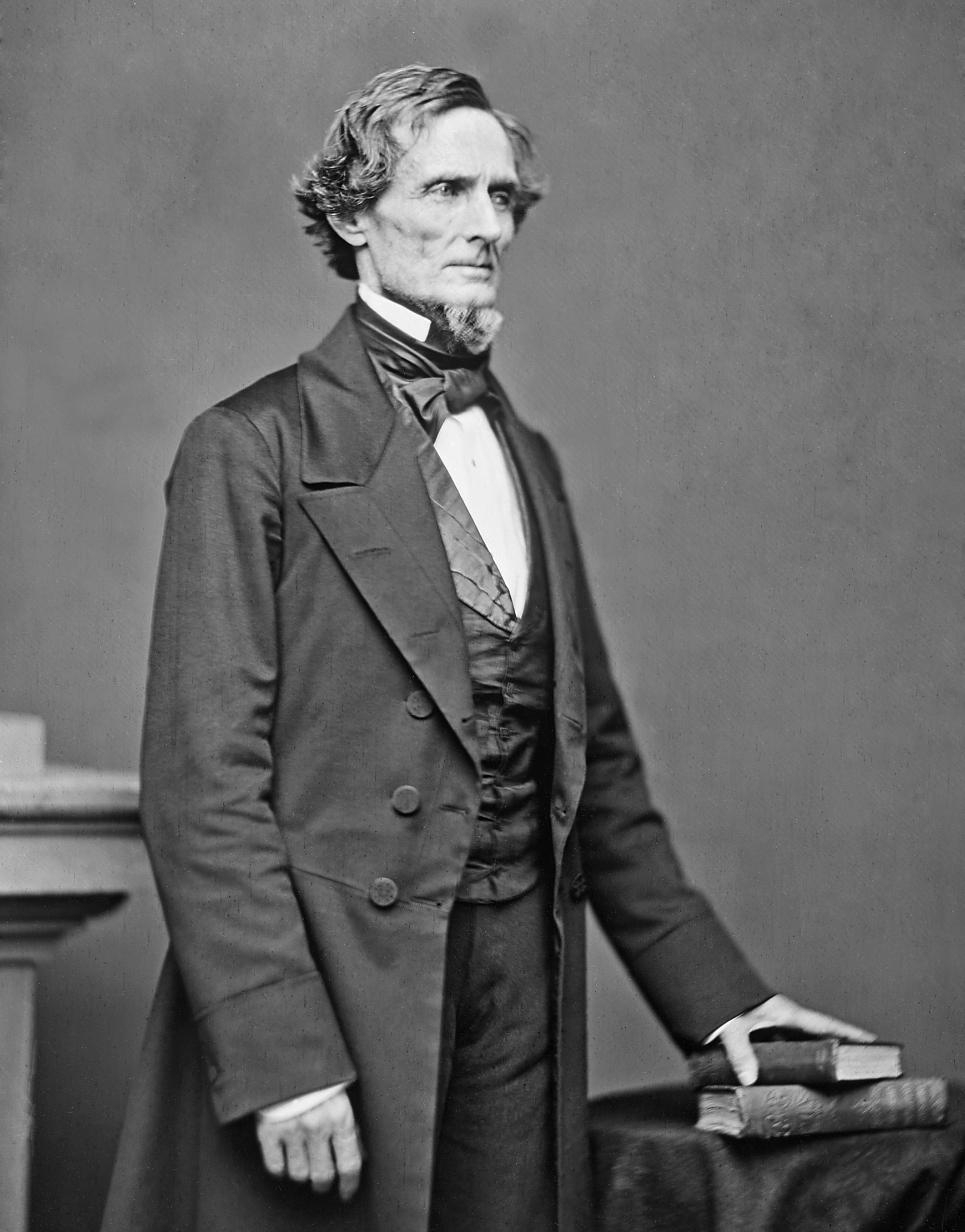
Jefferson Davis war der erste und einzige Präsident der Konföderierten Staaten von Amerika.

Der Präsident der Konföderierten Staaten (englisch President of the Confederate States of America) war sowohl Staatsoberhaupt als auch Regierungschef der Konföderierten Staaten, einem Staatenbund, der seine Sezession von den Vereinigten Staaten erklärte. Jefferson Davis bekleidete als einzige Person das Amt und zwar vom 18. Februar 1861 bis zum 5. Mai 1865 (Präsidentschaftswahl am 6. November 1861). Sein Vizepräsident war Alexander Stephens. Vor der Wahl von Davis war Howell Cobb als Präsident des Provisorischen Konföderiertenkongresses der höchste konföderierte Beamte.

## Amt
Gemäß der Verfassung der Konföderierten Staaten war das Amt des Präsidenten der Konföderierten Staaten nahezu mit dem des Präsidenten der Vereinigten Staaten gleichzusetzen.
- Der Präsident wurde durch Wahlmänner aus den Mitgliedsstaaten gewählt. Jeder Staat hatte so viele Wahlmänner, wie Mitglieder im Konföderiertenkongress, Senatoren und Abgeordnete, stellte.
- Der Präsident wurde gemeinsam mit einem Vizepräsidenten als Running Mate gewählt, allerdings sollten der Präsident und der Vizepräsident in der Regel nicht Bürger desselben Staates sein.
- Der Präsident musste entweder ein gebürtiger Staatsbürger der Konföderierten Staaten oder der Vereinigten Staaten sein, der vor dem 20. Dezember 1860 geboren worden und „vierzehn Jahre lang in einem Staat der Konföderierten Staaten ansässig war, soweit der Staat dieser Verfassung zugestimmt hatten“.[2]
- Der Präsident musste mindestens 35 Jahre alt sein.

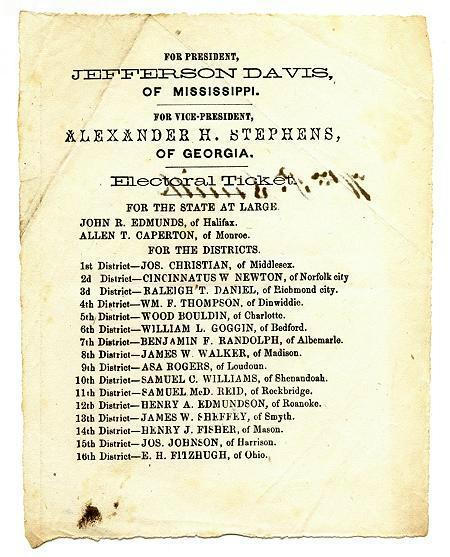
Stimmzettel aus Virginia zur Präsidentschaftswahl vom 6. November 1861

## Amtseid
Wie der Amtseid des Präsidenten der Vereinigten Staaten, war der Amtseid des Präsidenten der Konföderierten Staaten in der Verfassung der Konföderierten Staaten festgelegt und für einen Präsidenten bei Amtsbeginn verbindlich. Der Wortlaut, nahezu eine genaue Kopie der Version der Vereinigten Staaten, war durch die Verfassung (Article II, Section 1, Clause 10) vorgeschrieben, wie folgt:

“I do solemnly swear (or affirm) that I will faithfully execute the office of President of the Confederate States, and will, to the best of my ability, preserve, protect, and defend the Constitution thereof.”

„Ich schwöre (oder erkläre) feierlich, dass ich das Amt des Präsidenten der Konföderierten Staaten getreulich ausüben werde und, soweit es in meinen Kräften steht, ihre Verfassung erhalten, schützen und verteidigen werde.“

Wie fast alle Präsidenten der Vereinigten Staaten fügte Jefferson Davis bei seiner Vereidigung am 18. Februar 1861 noch die Worte „so wahr mir Gott helfe“ an das Ende des Amtseides.

## Machtbefugnisse
Der Präsident der Konföderierten Staaten hatte beinahe dieselben Machtbefugnisse wie der Präsident der Vereinigten Staaten. Allerdings konnte er nicht unmittelbar Gesetze vorschlagen, er hatte die Vollmacht, Mitglieder für das Oberste Gericht (Supreme Court) der Konföderierten Staaten zu nominieren, sowie Botschafter, Kabinettsmitglieder und andere leitende Beamte, die durch den Senat bestätigt wurden.
Er war ebenfalls Oberbefehlshaber (engl. Commander-in-Chief) der konföderierten Streitkräfte (Heer, Marine und Marineinfanterie). Ferner hatte er ein Vetorecht bei der Gesetzgebung.
Der Präsident konnte durch den Kongress wegen „Hochverrats, Bestechung oder anderer schwerer Verbrechen“ angeklagt werden.

## Unterschiede
Es gab einige grundlegende Unterschiede zwischen dem konföderierten Präsidenten und dem Präsidenten der Vereinigten Staaten:
- Während in den Vereinigten Staaten der Präsident und der Vizepräsident unbegrenzt wiedergewählt werden konnten, was erst durch die Verabschiedung des 22. Zusatzartikels 1951 geändert wurde, begrenzten die Konföderierten Staaten die Amtsdauer des Präsidenten auf eine einzige sechsjährige Amtszeit.[1] Nach dem Krieg erlangte diese Neuerung in der wieder errichteten Union beachtlichen Zuspruch, was insbesondere durch Rutherford B. Hayes bei seiner Antrittsrede Anklang fand.[4]
- Der konföderierte Präsident hatte ferner das Recht zu einem mit Empfehlungen und Änderungswünschen verknüpften Veto (Line-Item-Veto) bzgl. Gesetzesentwürfen, eine Befugnis, die die meisten Gouverneure hatten.[1]